# Липова-лазње
Липова-лазње (чеш. Lipová-lázně) је насељено мјесто са административним статусом сеоске општине (чеш. obec) у округу Јесењик, у Оломоуцком крају, Чешка Република.

## Становништво
Према подацима о броју становника из 2014. године насеље је имало 2.338 становника.